# Coppa del mondo di ciclocross
La Coppa del mondo di ciclocross è una competizione di ciclocross maschile e femminile creata nel 1993 dall'Unione Ciclistica Internazionale (UCI) che raggruppa una decina di prove disputate tra i mesi di settembre e gennaio. 
Dalla stagione 2020-2021 è aperta alle sei categorie già ammesse ai campionati del mondo di specialità: Uomini Elite, Under-23 e Juniores, Donne Elite, Under-23 e Juniores.
Il numero e il tipo di prove inserite in calendario varia di anno in anno e in base alla categoria.
Il numero di giri complessivi di ogni corsa vengono stabiliti da una giuria al termine del 2º giro e le gare dovrebbero cercare di concludersi il più possibile vicino ai tempi indicati di seguito:
- Uomini Elite: 60 minuti;
- Donne Elite: 50 minuti;
- Under-23: 50 minuti;
- Juniores: 40 minuti.

## Punteggi
I punti vengono assegnati ai primi venticinque corridori per categoria, in base alla seguente tabella:
| Posizione | 1  | 2  | 3  | 4  | 5  | 6  | 7  | 8  | 9  | 10 | 11 | 12 | 13 | 14 | 15 | 16 | 17 | 18 | 19 | 20 | 21 | 22 | 23 | 24 | 25 |
| Punti     | 40 | 30 | 25 | 22 | 21 | 20 | 19 | 18 | 17 | 16 | 15 | 14 | 13 | 12 | 11 | 10 | 9  | 8  | 7  | 6  | 5  | 4  | 3  | 2  | 1  |

Per le categorie under 23 e juniores, vengono presi in considerazione per la classifica complessiva solo i migliori 4 risultati del corridore.

## Albo d'oro

### Uomini Elite
Aggiornato all'edizione 2023-2024.
| Edizione  | Vincitore            | Secondo                | Terzo                  |
| --------- | -------------------- | ---------------------- | ---------------------- |
| 1993-1994 | Paul Herijgers       | Danny De Bie           | Marc Janssens          |
| 1994-1995 | Daniele Pontoni      | Dominique Arnould      | Radomír Šimůnek        |
| 1995-1996 | Luca Bramati         | Richard Groenendaal    | Beat Wabel             |
| 1996-1997 | Adrie van der Poel   | Richard Groenendaal    | Marc Janssens          |
| 1997-1998 | Richard Groenendaal  | Adrie van der Poel     | Daniele Pontoni        |
| 1998-1999 | Mario De Clercq      | Daniele Pontoni        | Sven Nys               |
| 1999-2000 | Sven Nys             | Richard Groenendaal    | Mario De Clercq        |
| 2000-2001 | Richard Groenendaal  | Bart Wellens           | Mario De Clercq        |
| 2001-2002 | Sven Nys             | Mario De Clercq        | Bart Wellens           |
| 2002-2003 | Bart Wellens         | Sven Nys               | Mario De Clercq        |
| 2003-2004 | Richard Groenendaal  | Sven Nys               | Bart Wellens           |
| 2004-2005 | Sven Nys             | Sven Vanthourenhout    | Erwin Vervecken        |
| 2005-2006 | Sven Nys             | Erwin Vervecken        | Bart Wellens           |
| 2006-2007 | Sven Nys             | Bart Wellens           | Erwin Vervecken        |
| 2007-2008 | Sven Nys             | Lars Boom              | Bart Wellens           |
| 2008-2009 | Sven Nys             | Bart Wellens           | Zdeněk Štybar          |
| 2009-2010 | Zdeněk Štybar        | Niels Albert           | Sven Nys               |
| 2010-2011 | Niels Albert         | Kevin Pauwels          | Sven Nys               |
| 2011-2012 | Kevin Pauwels        | Sven Nys               | Zdeněk Štybar          |
| 2012-2013 | Niels Albert         | Kevin Pauwels          | Sven Nys               |
| 2013-2014 | Lars van der Haar    | Niels Albert           | Philipp Walsleben      |
| 2014-2015 | Kevin Pauwels        | Lars van der Haar      | Corné van Kessel       |
| 2015-2016 | Wout Van Aert        | Lars van der Haar      | Kevin Pauwels          |
| 2016-2017 | Wout Van Aert        | Kevin Pauwels          | Tom Meeusen            |
| 2017-2018 | Mathieu van der Poel | Wout Van Aert          | Toon Aerts             |
| 2018-2019 | Toon Aerts           | Wout Van Aert          | Mathieu van der Poel   |
| 2019-2020 | Toon Aerts           | Eli Iserbyt            | Michael Vanthourenhout |
| 2020-2021 | Wout Van Aert        | Mathieu van der Poel   | Michael Vanthourenhout |
| 2021-2022 | Eli Iserbyt          | Michael Vanthourenhout | Toon Aerts             |
| 2022-2023 | Laurens Sweeck       | Michael Vanthourenhout | Eli Iserbyt            |
| 2023-2024 | Eli Iserbyt          | Joris Nieuwenhuis      | Pim Ronhaar            |

### Donne Elite
Aggiornato all'edizione 2023-2024.
| Edizione  | Vincitrice                 | Seconda                    | Terza              |
| --------- | -------------------------- | -------------------------- | ------------------ |
| 2002-2003 | Daphny van den Brand       | Hilde Quintens             | Anja Nobus         |
| 2003-2004 | Hanka Kupfernagel          | Marianne Vos               | Maryline Salvetat  |
| 2004-2005 | Daphny van den Brand       | Hanka Kupfernagel          | Maryline Salvetat  |
| 2005-2006 | Daphny van den Brand       | Marianne Vos               | Maryline Salvetat  |
| 2006-2007 | Hanka Kupfernagel          | Marianne Vos               | Helen Wyman        |
| 2007-2008 | Daphny van den Brand       | Hanka Kupfernagel          | Katie Compton      |
| 2008-2009 | Hanka Kupfernagel          | Daphny van den Brand       | Katie Compton      |
| 2009-2010 | Daphny van den Brand       | Marianne Vos               | Sanne van Paassen  |
| 2010-2011 | Sanne van Paassen          | Katie Compton              | Marianne Vos       |
| 2011-2012 | Daphny van den Brand       | Marianne Vos               | Katie Compton      |
| 2012-2013 | Katie Compton              | Sanne van Paassen          | Nikki Harris       |
| 2013-2014 | Katie Compton              | Nikki Harris               | Sanne Cant         |
| 2014-2015 | Sanne Cant                 | Ellen Van Loy              | Katie Compton      |
| 2015-2016 | Sanne Cant                 | Eva Lechner                | Nikki Harris       |
| 2016-2017 | Sophie de Boer             | Sanne Cant                 | Kateřina Nash      |
| 2017-2018 | Sanne Cant                 | Kaitlin Keough             | Eva Lechner        |
| 2018-2019 | Marianne Vos               | Sanne Cant                 | Annemarie Worst    |
| 2019-2020 | Annemarie Worst            | Ceylin del Carmen Alvarado | Kateřina Nash      |
| 2020-2021 | Lucinda Brand              | Ceylin del Carmen Alvarado | Denise Betsema     |
| 2021-2022 | Lucinda Brand              | Denise Betsema             | Puck Pieterse      |
| 2022-2023 | Fem van Empel              | Puck Pieterse              | Shirin van Anrooij |
| 2023-2024 | Ceylin del Carmen Alvarado | Puck Pieterse              | Lucinda Brand      |

### Uomini Under-23
Aggiornato all'edizione 2023-2024.
| Edizione  | Vincitore              | Secondo               | Terzo                   |
| --------- | ---------------------- | --------------------- | ----------------------- |
| 2004-2005 | Martin Bína            | Simon Zahner          | Zdeněk Štybar           |
| 2005-2006 | Kevin Pauwels          | Romain Villa          | Dieter Vanthourenhout   |
| 2006-2007 | Niels Albert           | Dieter Vanthourenhout | Lukáš Klouček           |
| 2007-2008 | Niels Albert           | Aurélien Duval        | Jonathan Lopez          |
| 2008-2009 | Philipp Walsleben      | Aurélien Duval        | Kenneth Van Compernolle |
| 2009-2010 | Tom Meeusen            | Robert Gavenda        | Arnaud Jouffroy         |
| 2010-2011 | Lars van der Haar      | Matthieu Boulo        | Wietse Bosmans          |
| 2011-2012 | Lars van der Haar      | Mike Teunissen        | Julian Alaphilippe      |
| 2012-2013 | Wietse Bosmans         | Wout Van Aert         | Corné van Kessel        |
| 2013-2014 | Mathieu van der Poel   | Wout Van Aert         | Laurens Sweeck          |
| 2014-2015 | Michael Vanthourenhout | Laurens Sweeck        | Wout Van Aert           |
| 2015-2016 | Eli Iserbyt            | Quinten Hermans       | Joris Nieuwenhuis       |
| 2016-2017 | Joris Nieuwenhuis      | Quinten Hermans       | Clément Russo           |
| 2017-2018 | Thomas Pidcock         | Eli Iserbyt           | Thijs Aerts             |
| 2018-2019 | Thomas Pidcock         | Eli Iserbyt           | Antoine Benoist         |
| 2019-2020 | Kevin Kuhn             | Ryan Kamp             | Antoine Benoist         |
| 2020-2021 | Thomas Mein            | Ben Turner            | Iván Feijoo             |
| 2021-2022 | Mees Hendrikx          | Pim Ronhaar           | Emiel Verstrynge        |
| 2022-2023 | Thibau Nys             | Tibor Del Grosso      | Witse Meeussen          |
| 2023-2024 | Tibor Del Grosso       | Emiel Verstrynge      | Jente Michels           |

### Donne Under-23
Aggiornato all'edizione 2023-2024.
| Edizione  | Vincitrice                 | Seconda              | Terza                |
| --------- | -------------------------- | -------------------- | -------------------- |
| 2018-2019 | Ceylin del Carmen Alvarado | Fleur Nagengast      | Inge van der Heijden |
| 2019-2020 | Ceylin del Carmen Alvarado | Inge van der Heijden | Anna Kay             |
| 2020-2021 | Kata Blanka Vas            | Manon Bakker         | Puck Pieterse        |
| 2021-2022 | Puck Pieterse              | Fem van Empel        | Shirin van Anrooij   |
| 2022-2023 | Shirin van Anrooij         | Marie Schreiber      | Line Burquier        |
| 2023-2024 | Leonie Bentveld            | Zoe Bäckstedt        | Marie Schreiber      |

### Uomini Juniores
Aggiornato all'edizione 2023-2024.
| Edizione  | Vincitore            | Secondo               | Terzo               |
| --------- | -------------------- | --------------------- | ------------------- |
| 2004-2005 | Davide Malacarne     | Ricardo van der Velde | Julien Taramarcaz   |
| 2005-2006 | Robert Gavenda       | Tom Meeusen           | Boy van Poppel      |
| 2006-2007 | Joeri Adams          | Jiří Polnický         | Thomas Girard       |
| 2007-2008 | Arnaud Jouffroy      | Lubomír Petruš        | Stef Boden          |
| 2008-2009 | Tijmen Eising        | Lars van der Haar     | Wietse Bosmans      |
| 2009-2010 | David van der Poel   | Gert-Jan Bosman       | Jens Vandekinderen  |
| 2010-2011 | Laurens Sweeck       | Daniel Peeters        | Lars Forster        |
| 2011-2012 | Mathieu van der Poel | Quentin Jauregui      | Romain Seigle       |
| 2012-2013 | Mathieu van der Poel | Martijn Budding       | Logan Owen          |
| 2013-2014 | Adam Ťoupalík        | Yannick Peeters       | Kobe Goossens       |
| 2014-2015 | Eli Iserbyt          | Johan Jacobs          | Max Gulickx         |
| 2015-2016 | Jens Dekker          | Jappe Jaspers         | Tanguy Turgis       |
| 2016-2017 | Toon Vandebosch      | Antoine Benoist       | Thomas Pidcock      |
| 2017-2018 | Tomáš Kopecký        | Pim Ronhaar           | Mees Hendrikx       |
| 2018-2019 | Witse Meeussen       | Ryan Cortjens         | Thibau Nys          |
| 2019-2020 | Thibau Nys           | Dario Lillo           | Lennert Belmans     |
| 2020-2021 | Matěj Stránský       | Lorenzo Masciarelli   | Matyáš Fiala        |
| 2021-2022 | David Haverdings     | Louka Lesueur         | Nathan Smith        |
| 2022-2023 | Léo Bisiaux          | Yordi Corsus          | Viktor Vandenberghe |
| 2023-2024 | Stefano Viezzi       | Aubin Sparfel         | Keije Solen         |

### Donne Juniores
Aggiornato all'edizione 2023-2024.
| Edizione  | Vincitrice        | Seconda         | Terza               |
| --------- | ----------------- | --------------- | ------------------- |
| 2020-2021 | Zoe Bäckstedt     | Marie Schreiber | Lucia Bramati       |
| 2021-2022 | Leonie Bentveld   | Zoe Bäckstedt   | Lauren Molengraaf   |
| 2022-2023 | Lauren Molengraaf | Ava Holmgren    | Isabella Holmgren   |
| 2023-2024 | Célia Gery        | Cat Ferguson    | Viktória Chladonová |